# Hanshan si
Hanshan si (Klasztor Zimnej Góry, chiń. 寒山寺; pinyin Hánshān sì) – chiński klasztor buddyjski, położony w miasteczku Fengqiao pięć kilometrów od miasta Suzhou w prowincji Jiangsu. 

## Historia klasztoru
Tradycyjnie przyjmuje się, że klasztor ten został założony w okresie "tianjian" (502-519) (być może w 502 roku) za panowania cesarza Wu z Liangów w okresie dynastii północnych i południowych. Pierwotna nazwa klasztoru to Miaoli Puming (lub Miaolita yuan). Obecna nazwa klasztoru pochodzi od legendarnego mnicha i poety Hanshana, który w okresie panowania cesarza Taizonga z dynastii Tangów był opatem tego klasztoru. Jego uczniem i towarzyszem podczas legendarnych zdarzeń był Shide.
Klasztor uległ pięciokrotnie spaleniu i następnie był odbudowywany. Obecnie reprezentuje styl dynastii Qing z okresu panowania cesarzy Guangxu i Xuantonga. W 1995 roku wybudowano pagodę Puming sięgającą 42 metrów wysokości. 
Powierzchnia klasztoru to około 10600 metrów kwadratowych. W budynku Hongfa znajdują się posągi słynnych mnichów: Xuanzanga, Jianzhena (który udał się do Japonii) i Konghaia (japońskiego mnicha, który przybył tu w IX wieku studiować buddyzm i powrócił potem do Japonii). W budynku Arhatów można zobaczyć posążki 500 arhatów. Inne budynki to m.in. budynek Sutr, pawilon Fengjiang i wieża Dzwonu.
W 1980 roku otwarto klasztor dla publiczności.
Klasztor jest jednym ze 142 głównych klasztorów Chin.

## Wiersz
Klasztor stał się słynny w całej wschodniej Azji dzięki wierszowi "Nocne cumowanie przy Klonowym moście" (fēng qiáo yè bó 楓橋夜泊) napisanemu przez poetę z czasów panowania dynastii Tang - Zhang Ji (715-779).
月落烏啼霜滿天， Yuè luò wū tí shuāng mǎn tiān,
江楓漁火對愁眠。 Jiāng fēng yú huǒ duì chóu mián.
姑蘇城外寒山寺， Gūsū chéngwài Hánshān Sì,
夜半鐘聲到客船。 Yèbàn zhōngshēng dào kèchuán.
Szybka popularność tego wiersza przyciągnęła do tego klasztoru poetów, pisarzy i intelektualistów (Yue Fei, Tang Bohu, Dong Qichang, Kang Youwei i inni). Zostawili oni po sobie wiele własnych wierszy, tekstów i kaligrafii, które wyryto na kamiennych tablicach. Są one dziś prezentowane w galerii zwanej Korytarzem Tablic. Przyciągnięci zostali także japońscy piraci, którzy wywieźli dzwon do Japonii.
Wiersz ten jest wciąż popularny w Chinach, Korei i Japonii i w szkołach podstawowych Chin i Japonii jest omawiany. Głównym wydarzeniem dla pielgrzymek i turystów jest usłyszeć bicie dzwonu klasztoru z okazji chińskiego nowego roku.

## Dzwony
W klasztorze znajdują się dwa dzwony i oba pochodzą z końcowego okresu dynastii Qing. Jeden został odlany w Chinach w roku 1906, a drugi w Japonii w tym samym okresie. Oryginalny dzwon klasztorny został wywieziony przez piratów do Japonii w XVII wieku.
Ostatnio w mieście Wuhan odlano nowy 108-tonowy dzwon, który ma zastąpić dzwon japoński. Dzwon ten ma 8.5 metra wysokości oraz 5.2 metry średnicy w najszerszym miejscu. Wyryto na nim Sutrę Lotosu używając 69800 znaków.

## Obiekty

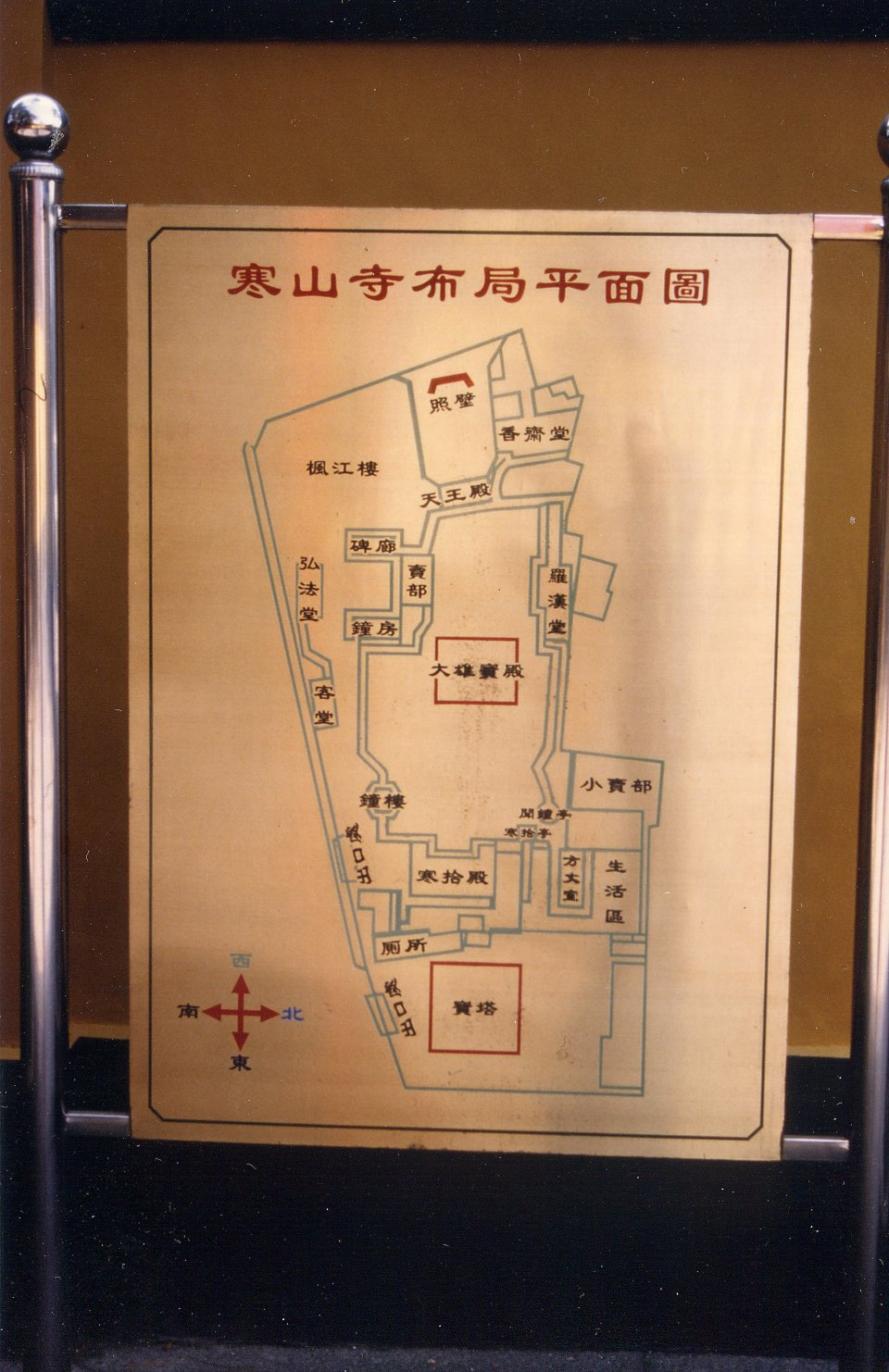
Plan klasztoru
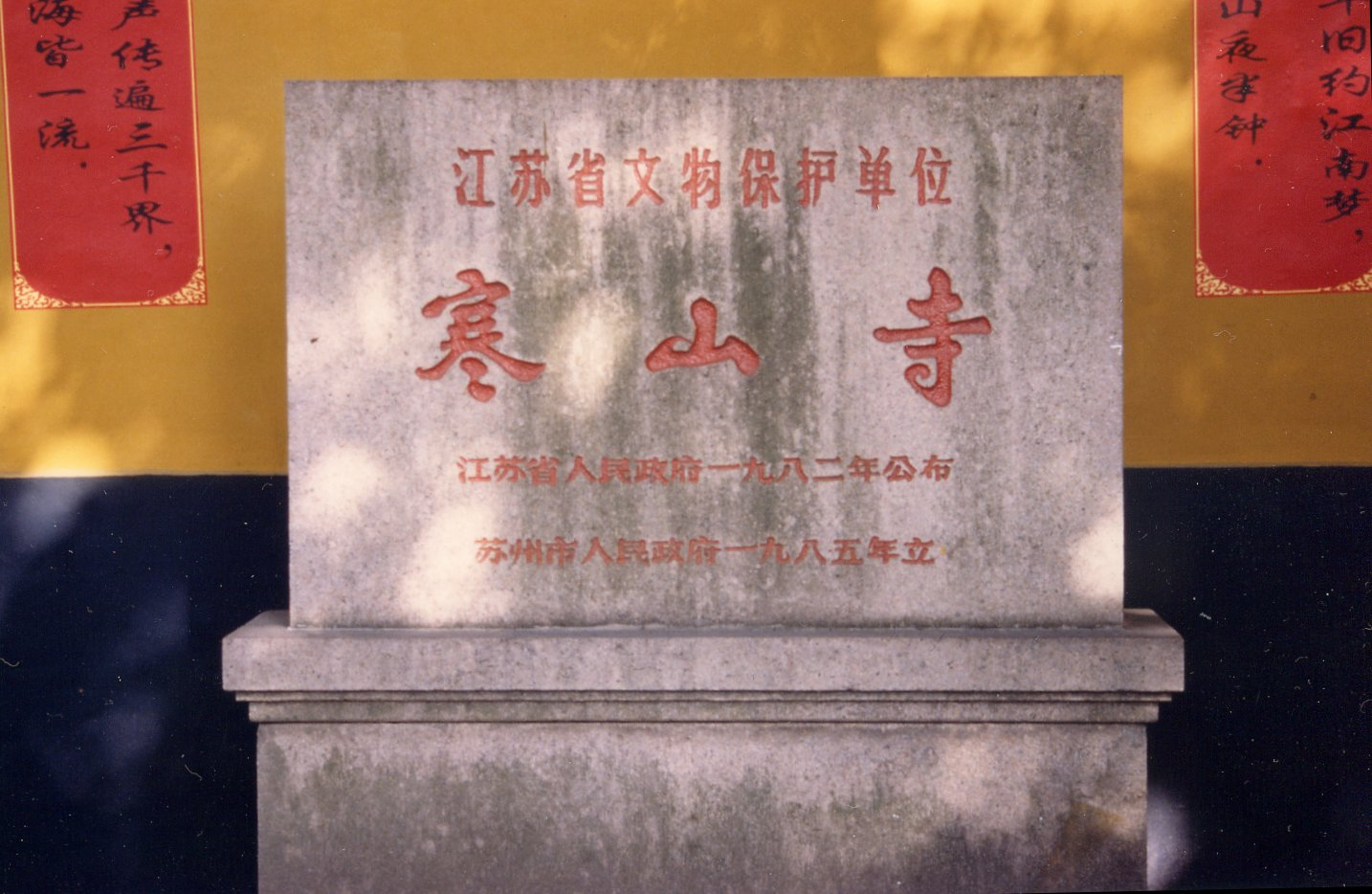
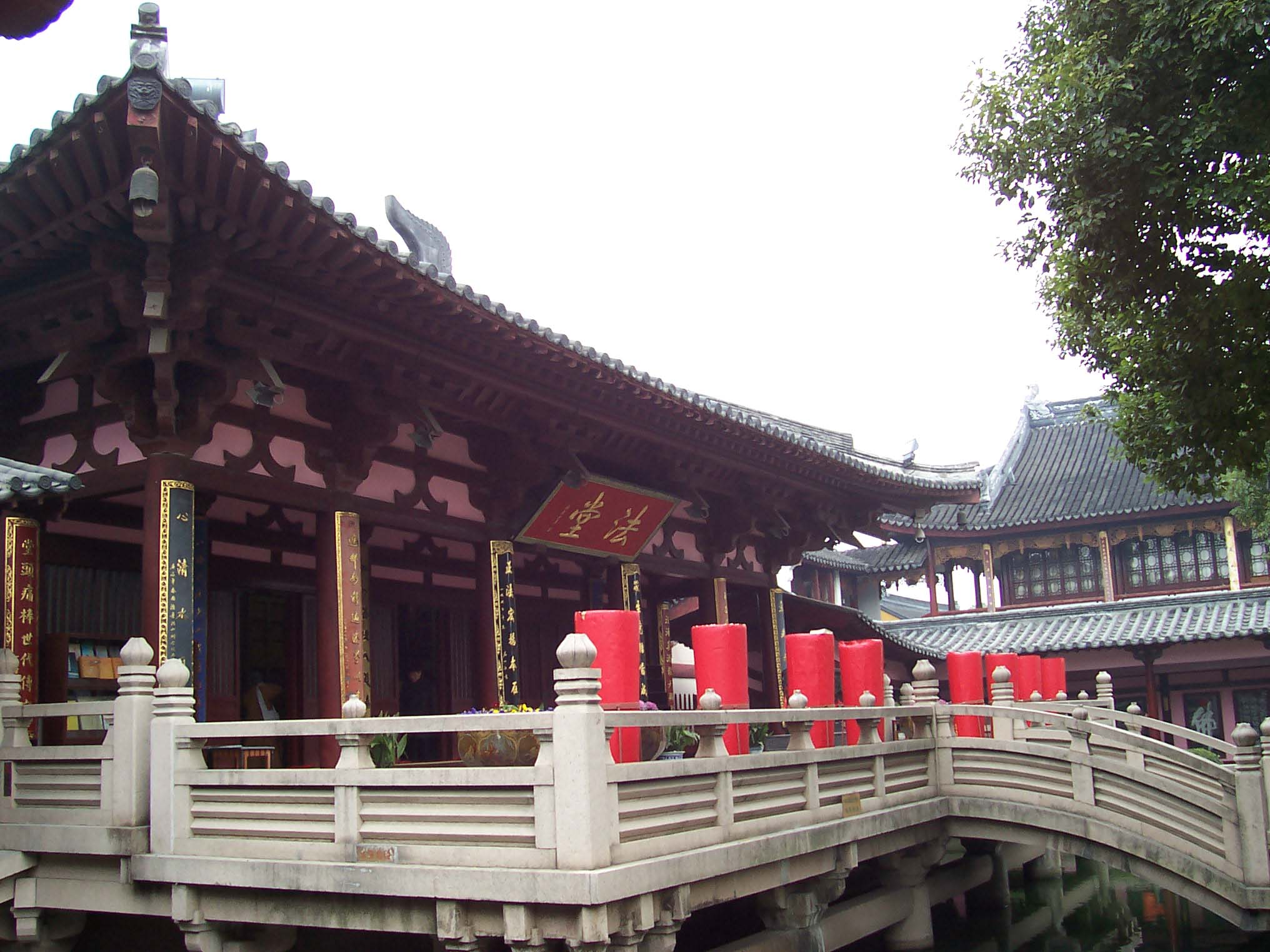
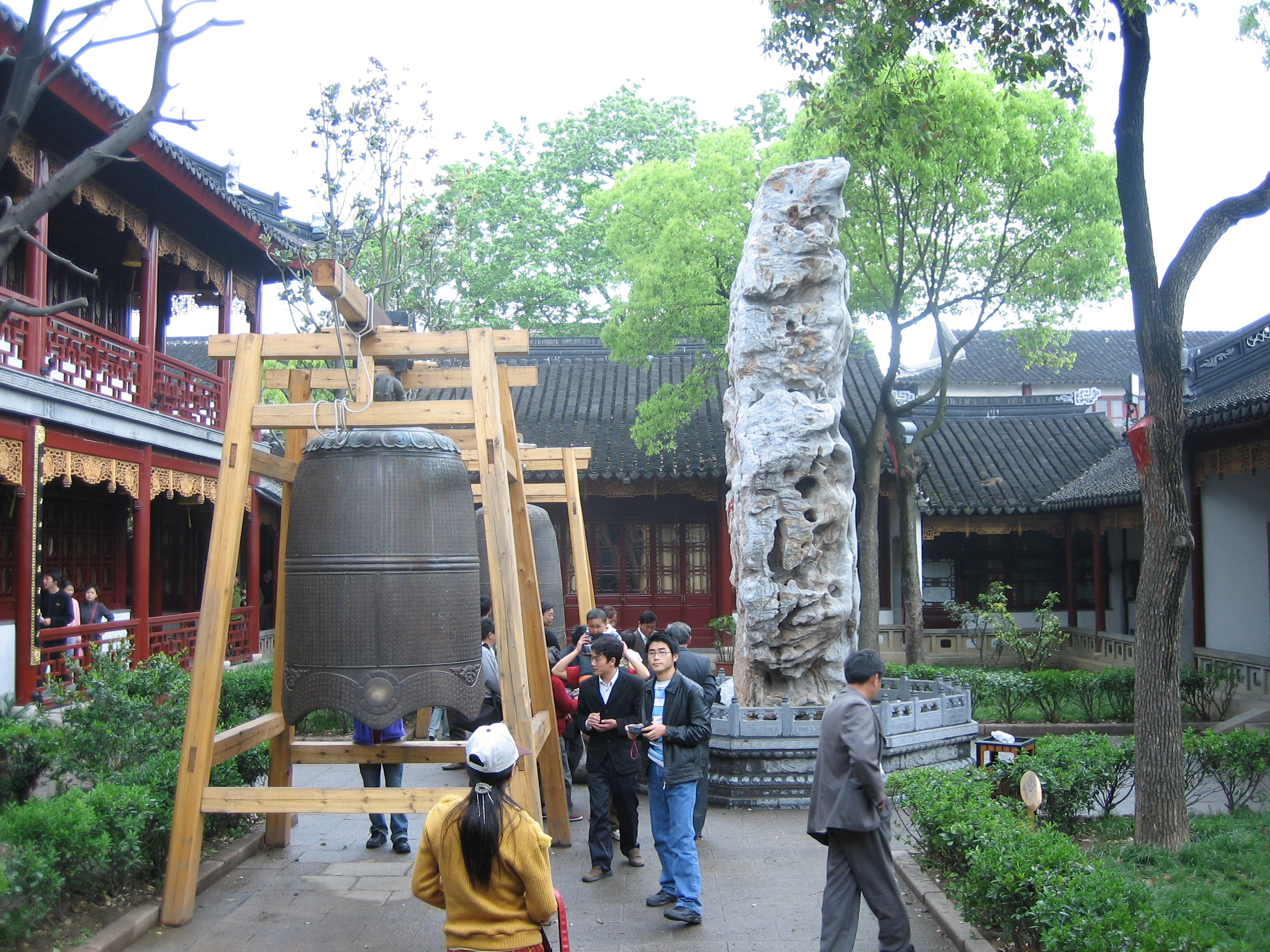
Dzwony klasztorne
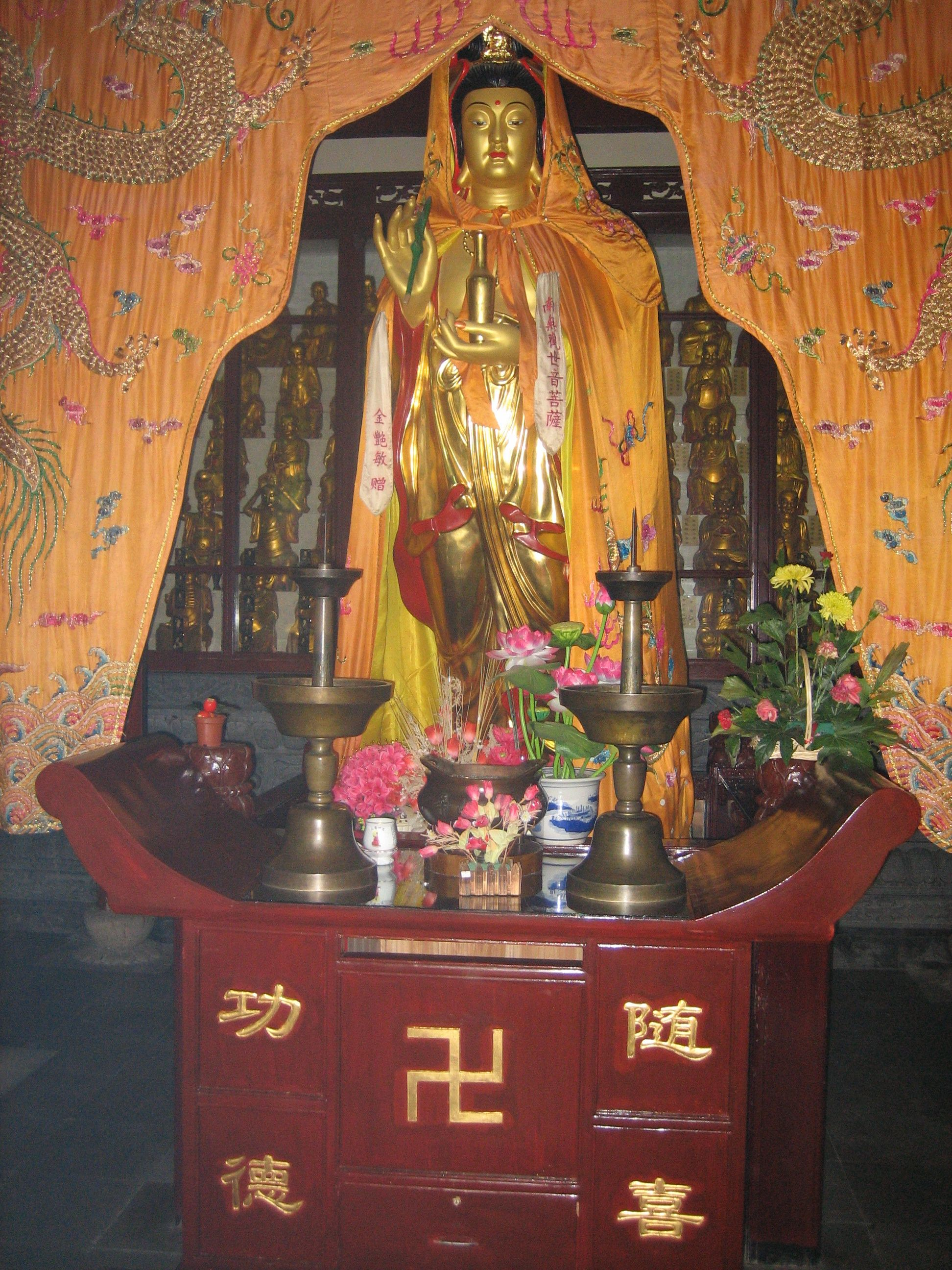
Posąg bodhisattwy Awalokiteśwary
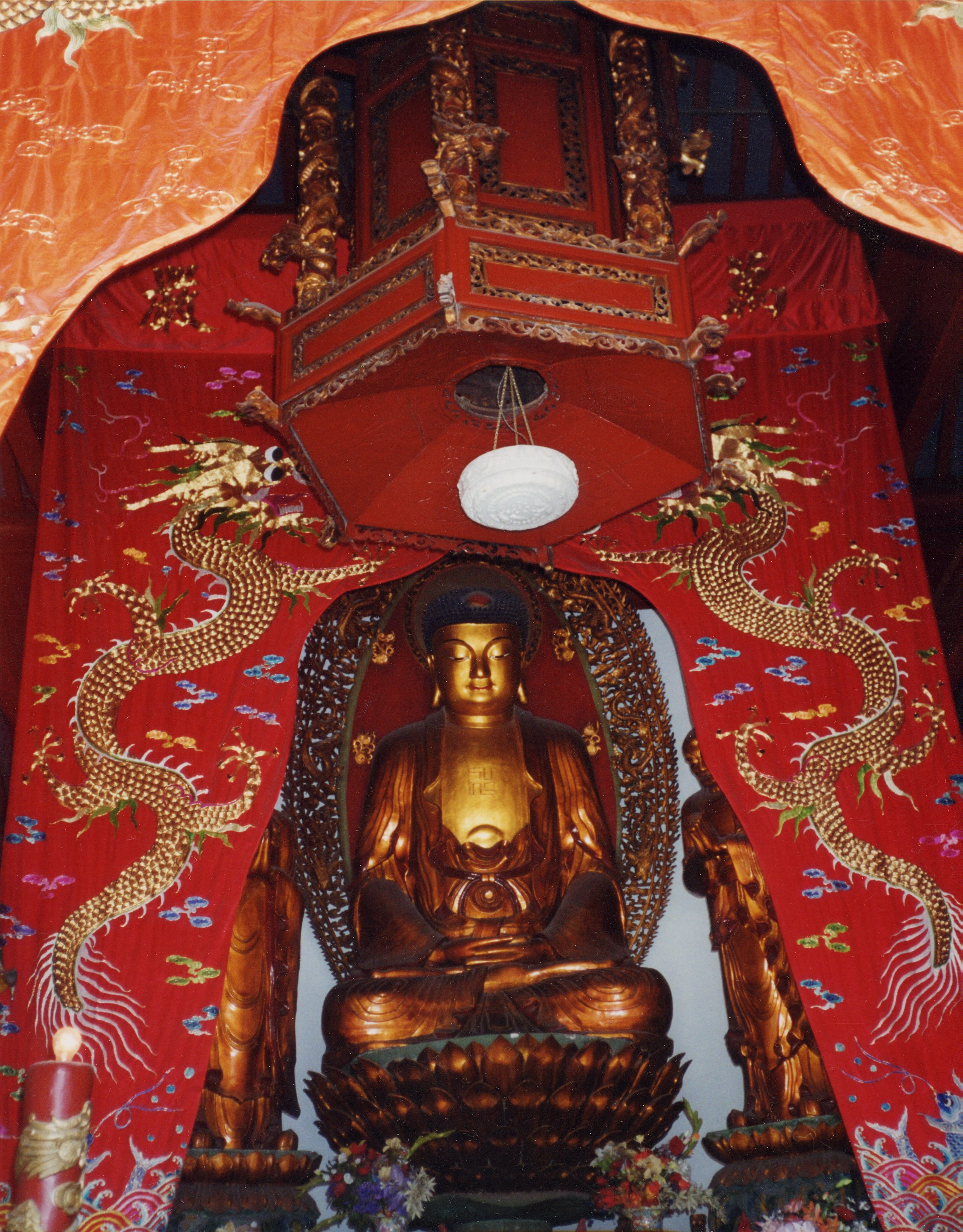
Budda
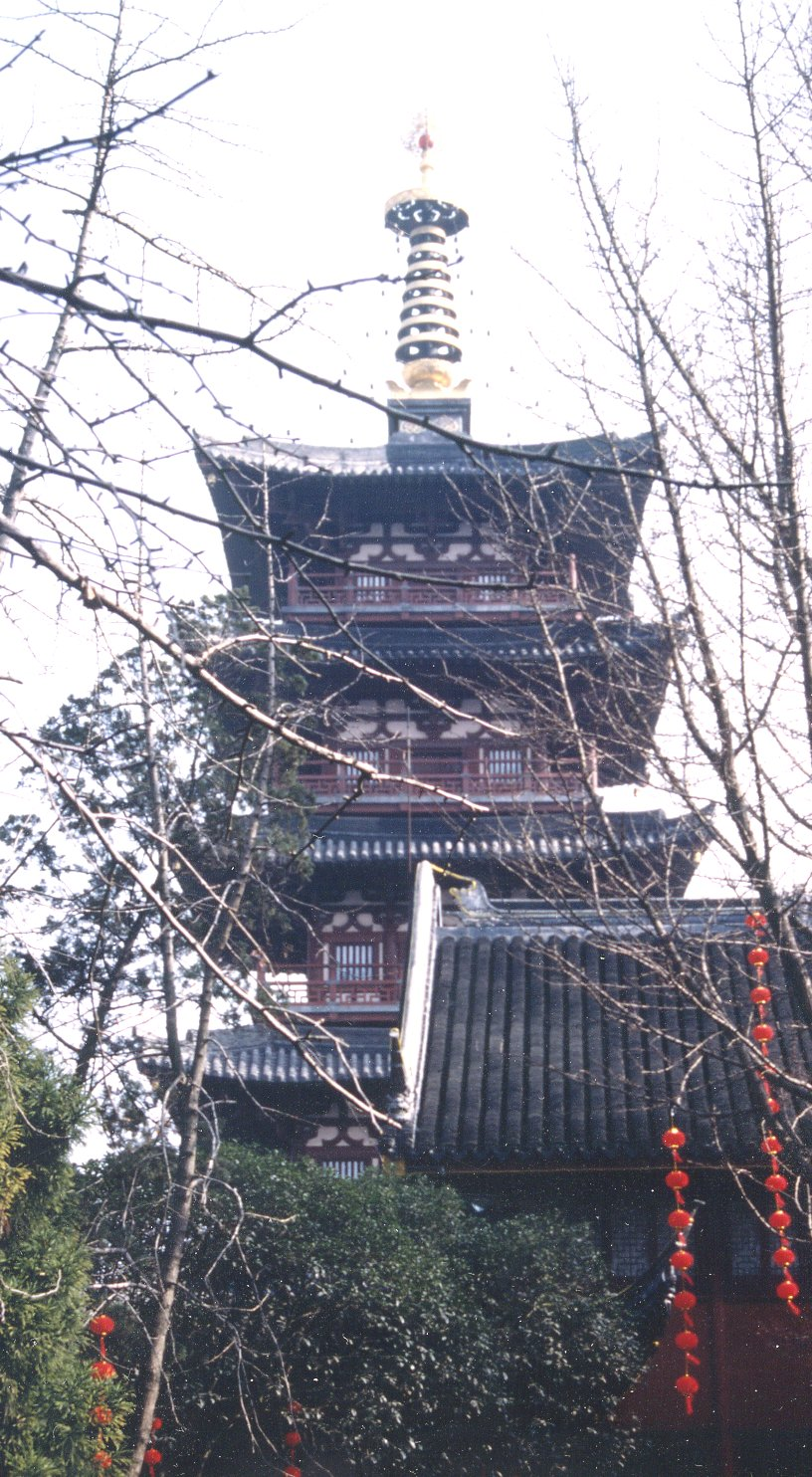
Pagoda Puming
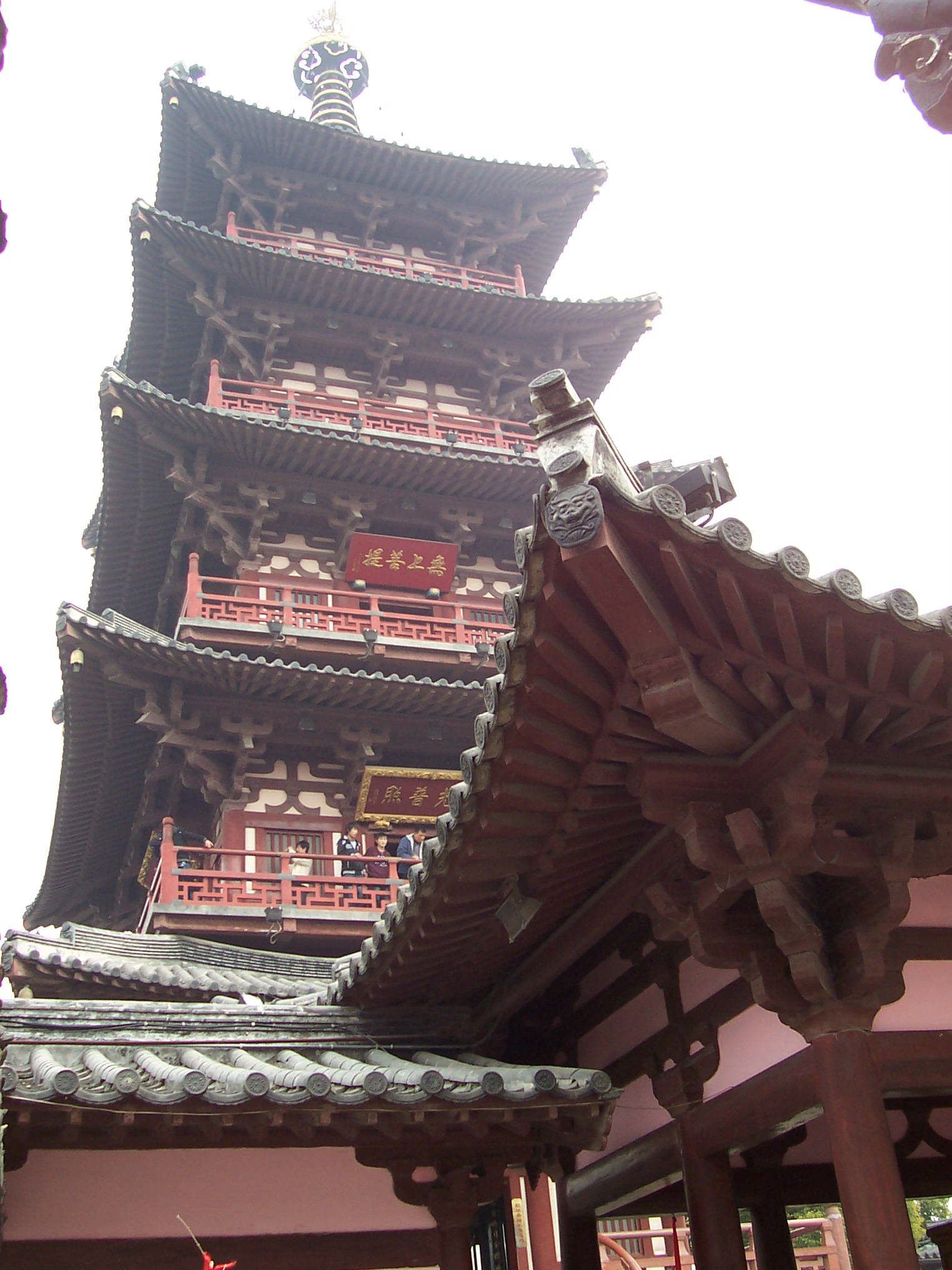
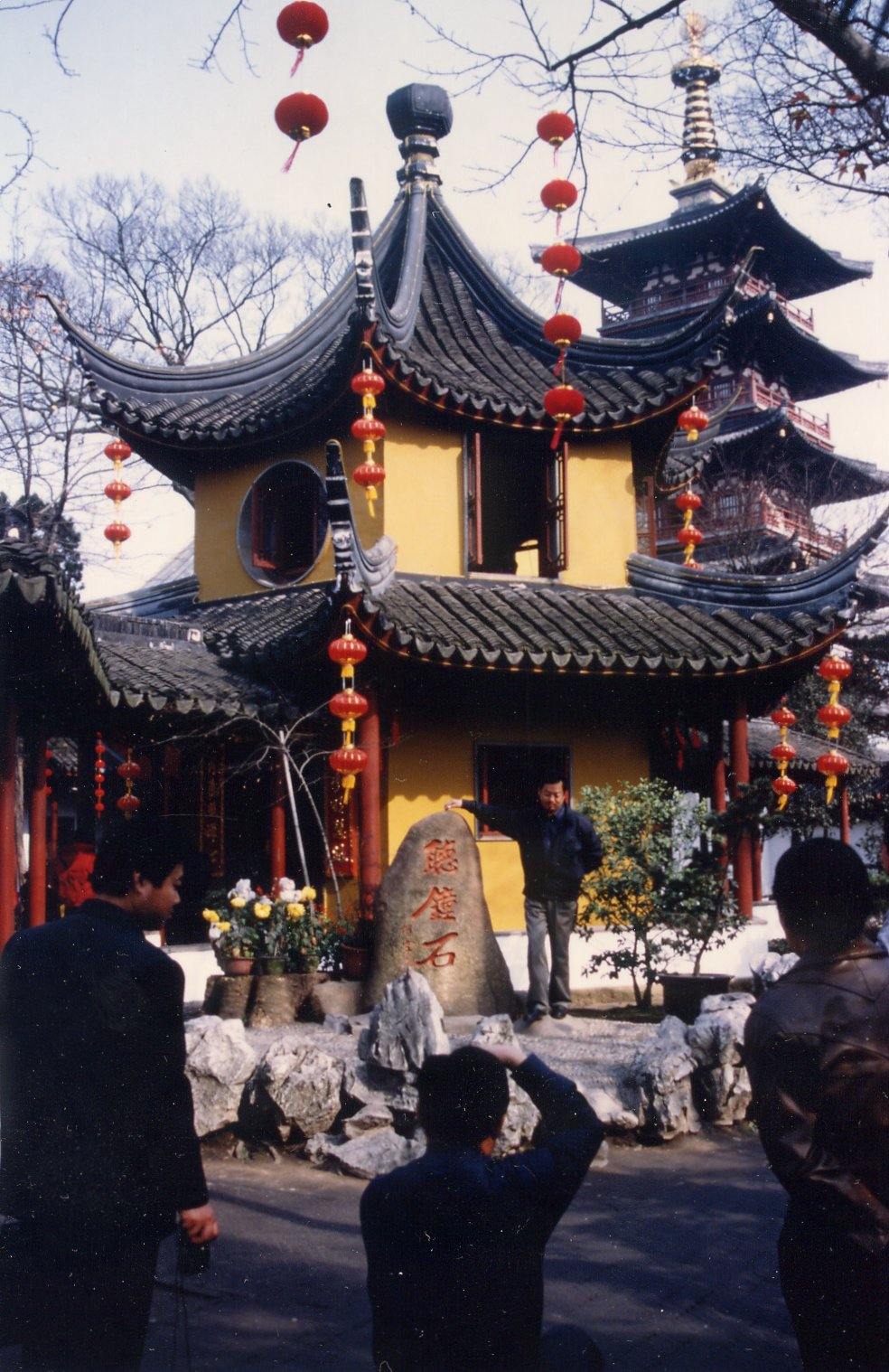
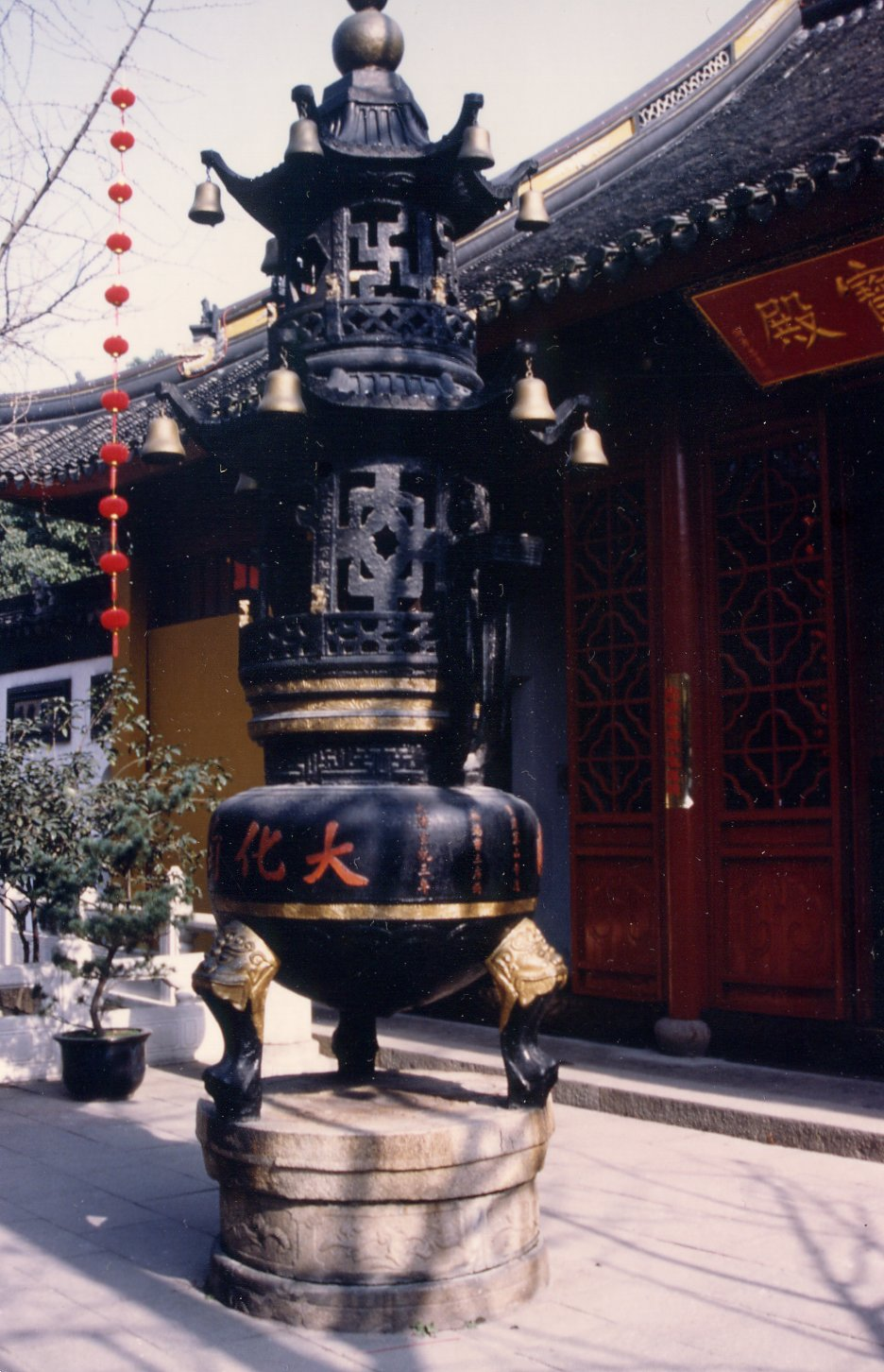
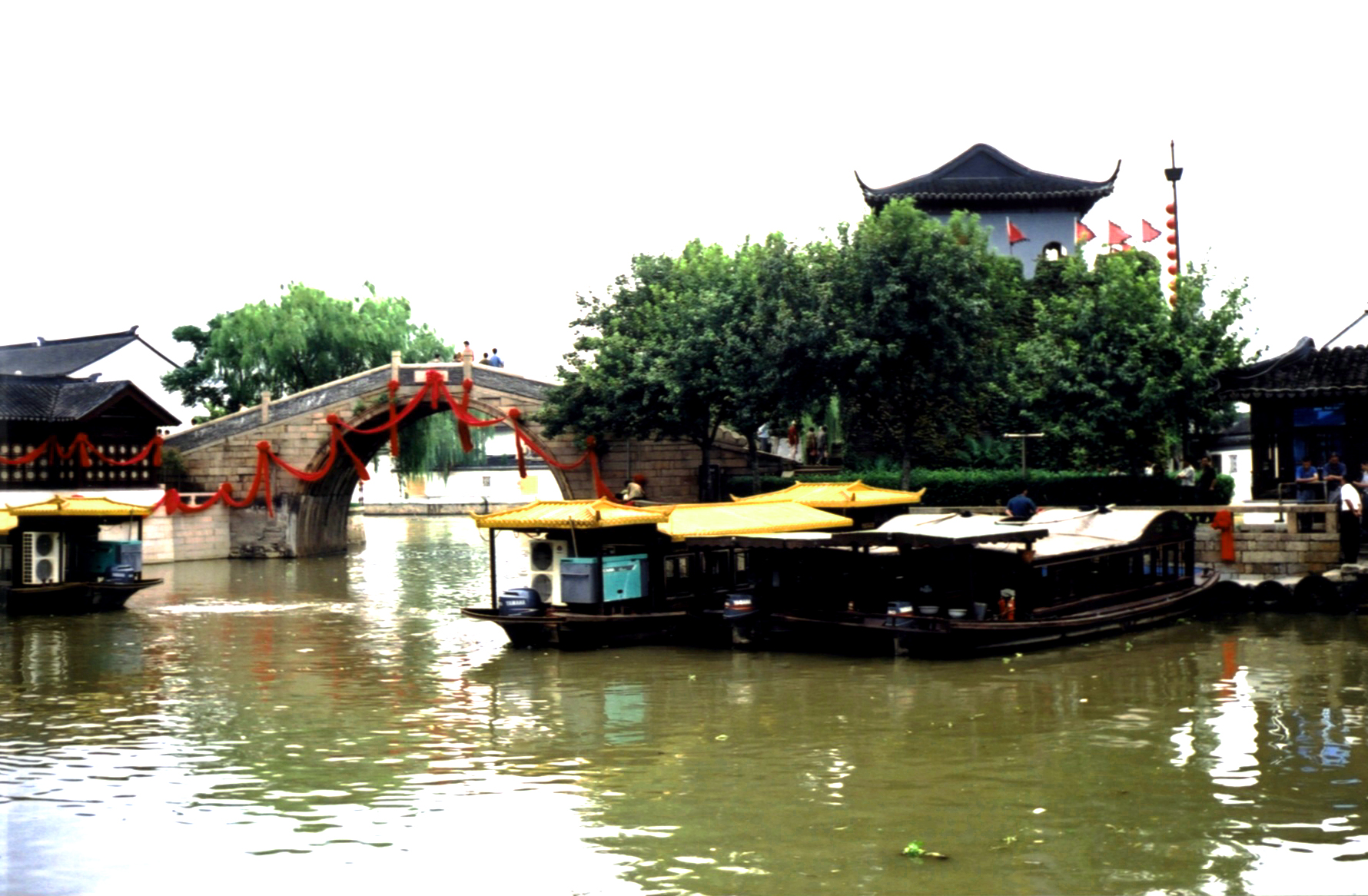
Pomnik wiersza - wyryty w kamieniu wiersz "Nocne cumowanie przy Klonowym moście". Pomnik ma prawie 16 metrów wysokości i waży ponad 388 ton.
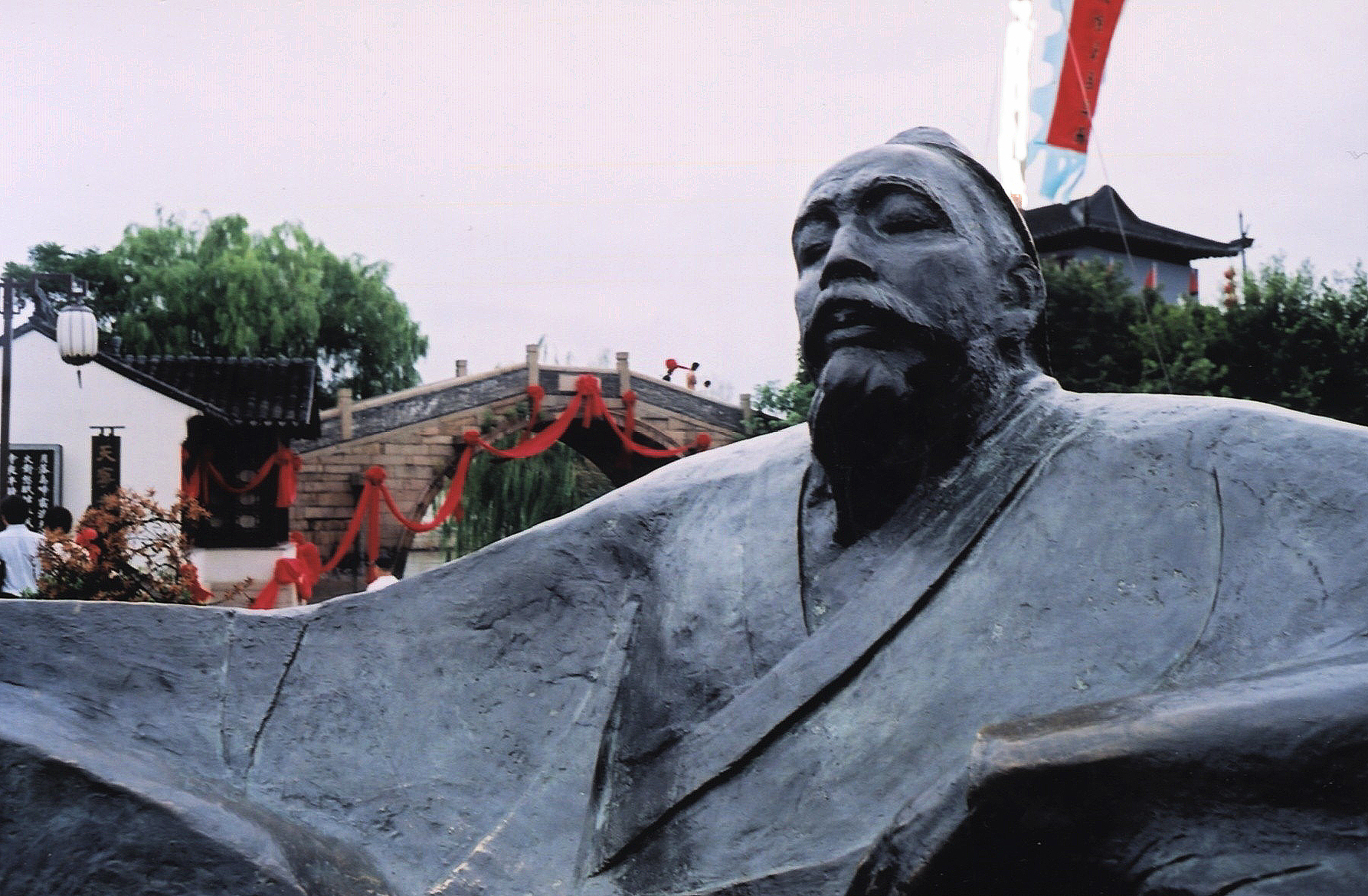
Posąg przedstawiający Zhang Ji

## Adres klasztoru
- Hanshan si, Fengqiao Township, Suzhou, Jiangsu 215006, China